# Bacotoma hainanensis
Bacotoma hainanensis is een vlinder uit de familie van de grasmotten (Crambidae), uit de onderfamilie van de Spilomelinae. De wetenschappelijke naam van deze soort is voor het eerst voorgesteld door Zhao-Fu Yang, Misbah Ullah, Jean-François Landry, Scott E. Miller, Margaret E. Rosati en Ya-Lin Zhang in een publicatie uit 2019.
De soort komt voor in China (Hainan).